# Stockholmer Weltkirchenkonferenz
Die Stockholmer Weltkirchenkonferenz, auch Weltkonferenz für praktisches Christentum (World Conference of Life and Work), fand vom 19. August bis zum 30. August 1925 in Stockholm statt. Hauptinitiator war der damalige schwedische Erzbischof Nathan Söderblom. Es nahmen ca. 600 Delegierte aus rund 37 Ländern teil.

## Geschichte

### Vorgeschichte und Vorbereitung
Die erste Anregung zu einer internationalen kirchlichen Konferenz gab Söderblom 1919 in einem Memorandum, das auf der Tagung des Weltbundes für Freundschaftsarbeit der Kirchen in Oud Wassenaar angenommen wurde. Als Ziel der Konferenz formulierte er, auch im Rückblick auf den Ersten Weltkrieg: 

„A) Gemeinsame Lehre und gemeinsames Bemühen um internationale christliche Bruderschaft und eine organisierte Einheit der Völker; B) Christliche Grundsätze und christliches Handeln für eine soziale Erneuerung der Gesellschaft; und C) Eine gemeinsame Stimme des christlichen Gewissens.“

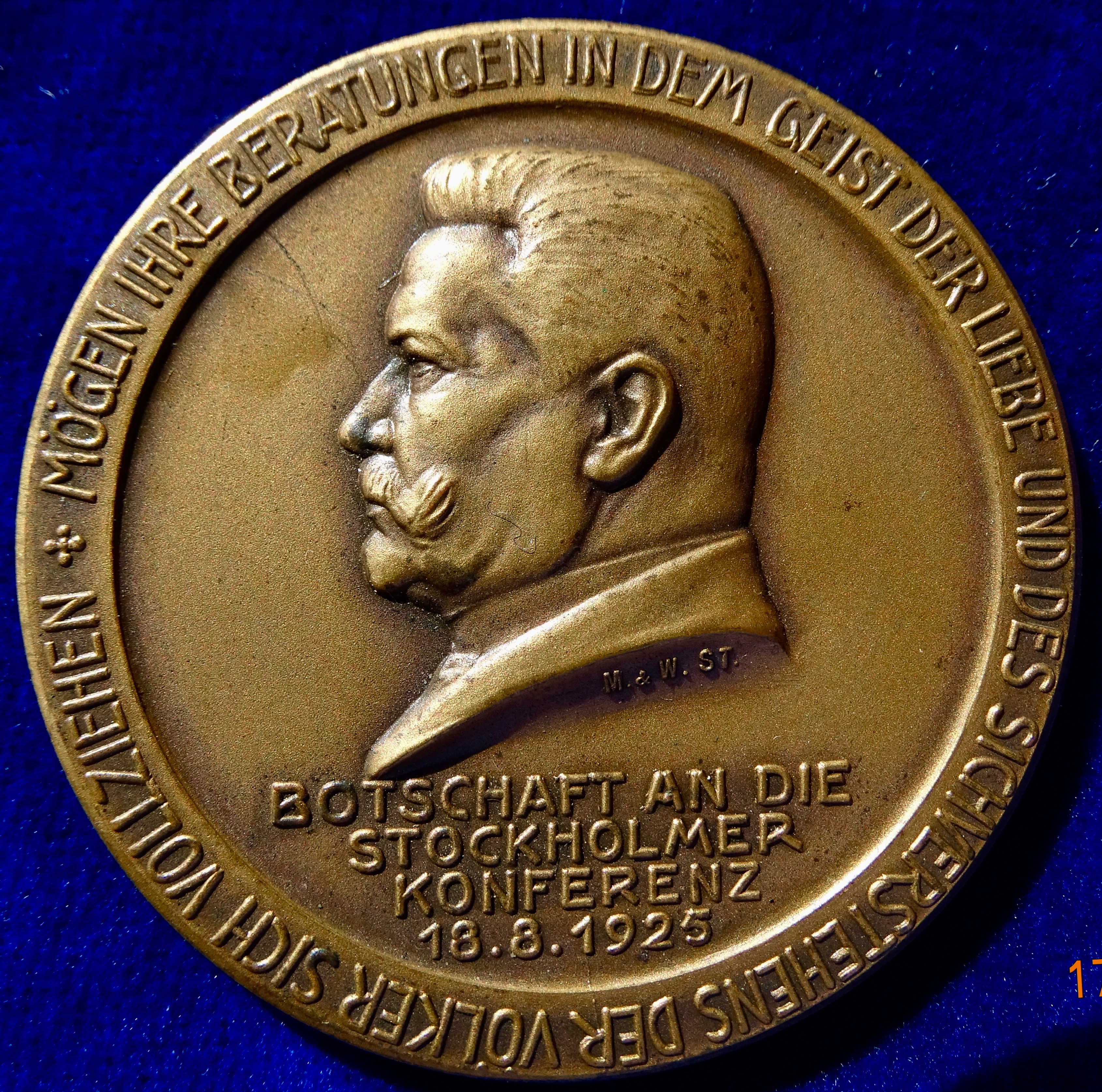
Medaille mit der Botschaft Hindenburgs vom 18. August 1925 zum Beginn der Stockholmer Konferenz, Vorderseite.

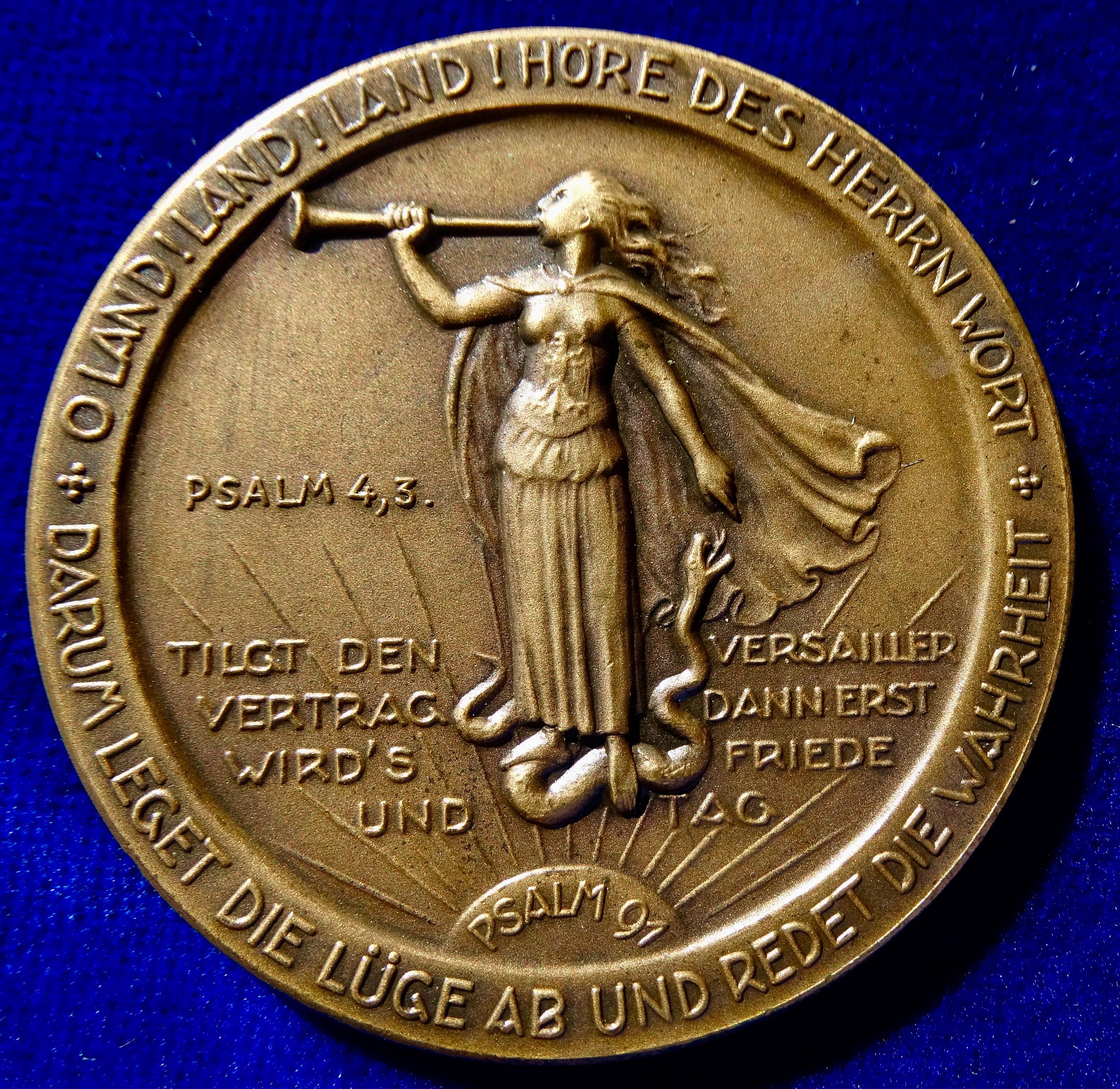
Medaille mit der Botschaft Hindenburgs vom Vorabend der Stockholmer Konferenz, Rückseite. Hier steht die Germania auf einer den Versailler Vertrag verkörpernden Schlange.

Die konkreten Vorbereitungen begannen mit einer Vorbereitungskonferenz im August 1920 in Genf, auf der beschlossen wurde, Fragen der Glaubenslehre und der Kirchenverfassung auszuklammern, da sie von der parallel entstehenden Bewegung für Glauben und Kirchenverfassung (Faith and Order) bearbeitet wurden. Dennoch sollte auch die Universal Conference of the Church of Christ on Life and Work, wie der Arbeitstitel lautete, der Einheit der christlichen Kirchen dienen. Das Motto der Bewegung, formuliert von Hermann Kapler, dem Präsidenten des Deutschen Evangelischen Kirchenausschusses, und oft zitiert von Söderblom, lautete demgemäß: „Lehre trennt, Dienst eint.“
In weiteren Vorkonferenzen wurden Texte erarbeitet, die der Konferenz zur Beschlussfassung vorgelegt werden sollten. Eine größere Schwierigkeit ergab sich aus den unterschiedlichen Haltungen der Kirchen zur Frage der Schuld am Ersten Weltkrieg. Der Deutsche Evangelische Kirchenbund drängte zunächst auf einen Protest gegen die einseitige Schuldzuweisung im Vertrag von Versailles, während die evangelischen Kirchen Frankreichs eine Anerkennung der deutschen Kriegsschuld forderten. Schließlich musste diese Frage ausgeklammert werden.

### Die Botschaft der Konferenz und deren Wirkungen
An der Stockholmer Konferenz nahmen Vertreter fast aller Konfessionen teil, ausgenommen die römisch-katholische Kirche. Am Ende verabschiedete die Konferenz eine Botschaft, die klarstellte, dass es – ungeachtet bestehender Lehrunterschiede – darauf ankomme, durch eine gemeinsame Praxis im Geiste Jesu ein Zeugnis des gemeinsamen Glaubens zu geben:

„Je näher wir dem Gekreuzigten kommen, desto näher kommen wir einander, wie verschieden auch die Farben sein mögen, in denen sich in unserem Glauben das Licht der Welt widerspiegelt. Unter dem Kreuz Jesu Christi reichen wir einander die Hände.“

 Außerdem wandte sich die Botschaft der Konferenz u. a. gegen den übersteigerten Nationalismus und forderte, internationale Konflikte ohne Krieg zu lösen. Der Arbeiterbewegung, die von den Kirchen zumeist geringgeschätzt worden sei, wurde eine Zusammenarbeit angeboten.
Um diese Anliegen zu verwirklichen, wurde ein „Fortsetzungsausschuss“ gewählt, der die Weiterarbeit organisieren sollte. Hieraus entwickelte sich das 1928 eingerichtete Internationale Sozialwissenschaftliche Institut in Genf und 1930 die Gründung eines Ökumenischen Rates für Praktisches Christentum (Ecumenical Council of Life and Work). Dieser Ökumenische Rat für Praktisches Christentum erarbeitete ein „Programm sozialer Studien und Aktionen, der Jugendarbeit, der Hilfe für Kirchen und Flüchtlinge, theologischer Zusammenarbeit sowie ökumenischer Information und Erziehung“.
1937 hielt der Ökumenische Rat für Praktisches Christentum in Oxford die zweite Weltkonferenz ab und vereinigte sich 1948 mit der Bewegung für Glauben und Kirchenverfassung zum Ökumenischen Rat der Kirchen (ÖRK).

## Bekannte Teilnehmer
- Paul Althaus
- Carola Barth
- Friedrich Baltrusch
- George Kennedy Allen Bell
- Einar Billing
- Friedrich von Bodelschwingh der Jüngere
- Elsa Brandström
- Randall Davidson
- Adolf Deißmann
- Alfred Ernest Garvie
- Bruno Geißler (1875–1961), Generalsekretär des Gustav-Adolf-Vereins
- Hjalmar Hammarskjöld
- Otto Herold
- Johannes Herz
- Ludwig Ihmels
- Jakob Ernst Koch (Superintendent, 1865)
- Johannes von Merz
- Wilfred Monod
- Wilhelm Freiherr von Pechmann
- Nathan Söderblom
- Wilhelm Stählin
- Friedrich Veit
- Willem Adolf Visser ’t Hooft